# Базельский художественный музей
Базельский художественный музей (нем. Kunstmuseum Basel) — художественный музей в швейцарском Базеле, самое крупное в Швейцарии открытое для публики собрание предметов искусства.

## История
Художественный музей в Базеле хранит самую крупную коллекцию работ художественной династии Гольбейнов в мире. Основу музейных фондов составляет коллекция базельского коллекционера Базилиуса Амербаха (1533—1591), отец которого Иоганн Амербах был дружен с гуманистом Эразмом Роттердамским и художником Гансом Гольбейном-младшим. Эту частную коллекцию в 1661 г. приобрёл Базель. Так называемый «Кабинет Амербаха» был выкуплен городскими властями в 1662 году и стал первым музеем в собственности города. Частное собрание почти сразу же открылось для публики, что само по себе было редким явлением для XVII века.
В 1671 году из особняка Амербахов коллекцию перенесли в старинный дом под названием «У Комара». В XIX веке в музей начинают поступать пожертвования богатых горожан и подарки от частных лиц.
Основу Отдела нового швейцарского искусства составили картины купленные на деньги художника и издателя Самуэля Бирмана, который завещал музею не только свою коллекцию, но и половину своего состояния. А в 1904 году в городском бюджете создаётся специальная статья расходов на приобретение художественных произведений.
В 1932 году по проекту Пауля Бонаца было построено новое музейное помещение с двумя внутренними дворами. Его открытие состоялось в 1936 году.

## Собрание
Экспозиция музея располагается на двух этажах. На первом этаже представлены старые мастера XV—XIX вв.: Конрад Виц, Гольбейны, Мартин Шонгауэр, Лукас Кранах Старший, Матиас Грюневальд, Питер Пауль Рубенс и Рембрандт. Импрессионисты XIX в. представлены работами Поля Сезанна, Поля Гогена и Винсента ван Гога. Кроме этого в музее демонстрируются работы немецких и швейцарских художников XVIII и XIX вв.
Второй этаж музея посвящён скульптуре и живописи XX в. Музей славится своей коллекцией кубистов — Пабло Пикассо, Жоржа Брака и Хуана Гриса. Экспрессионисты представлены Эдвардом Мунком, Францем Марком, Оскаром Кокошкой и Эмилем Нольде. Наряду с ними в экспозиции Художественного музея демонстрируются работы, выполненные в стиле конструктивизм, дадаизм и сюрреализм, представленные Питом Мондрианом и Сальвадором Дали. Современное искусство демонстрируется вместе с работами в собственности Фонда Эмануэля Хофмана в рамках базельского Музея современного искусства, открытого в 1980 г. и входящего в состав Художественного музея.

## Директора
- Отто Фишер (1927—1937)

## Галерея

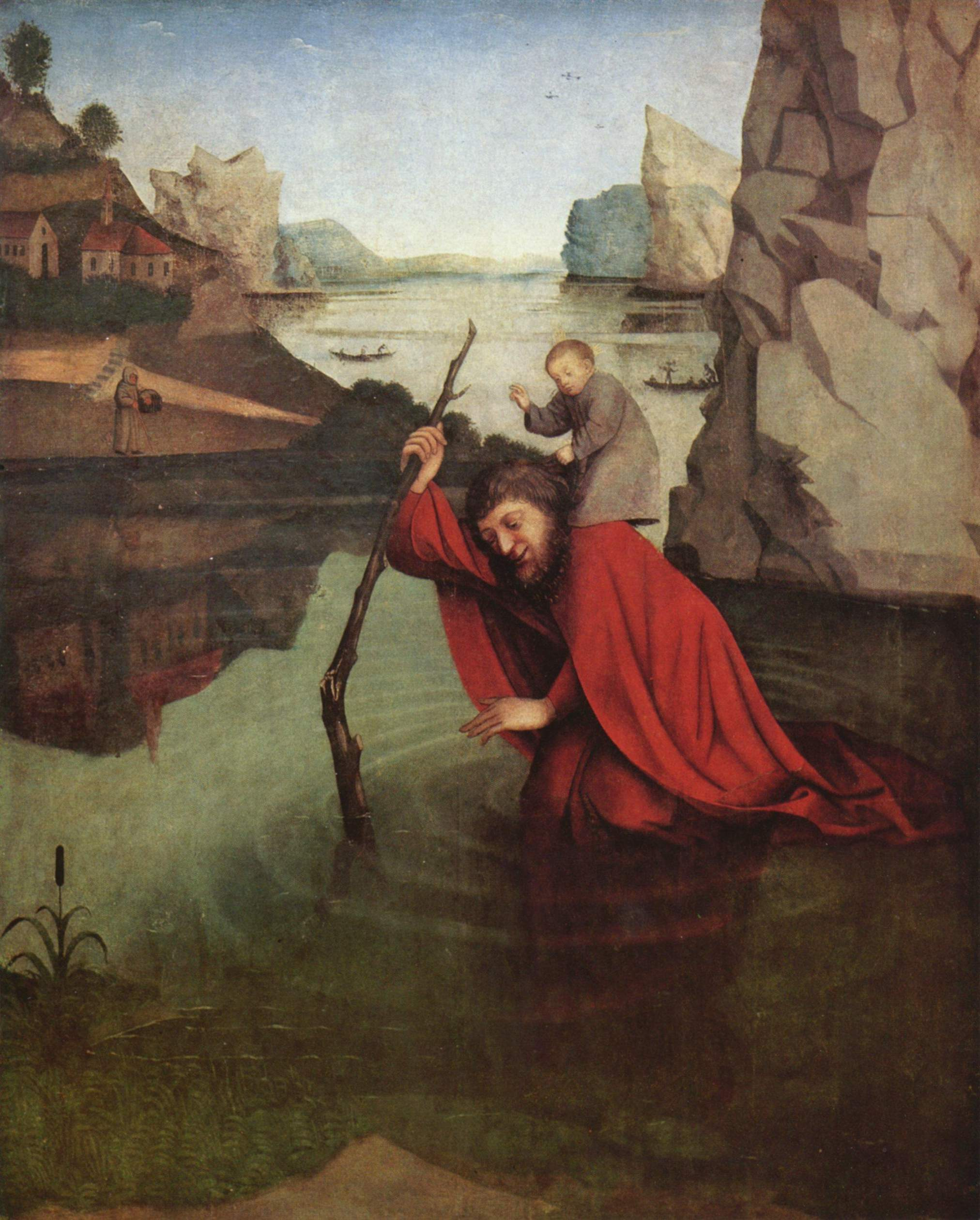
Конрад Виц, Святой Кристофор (ок. 1435)
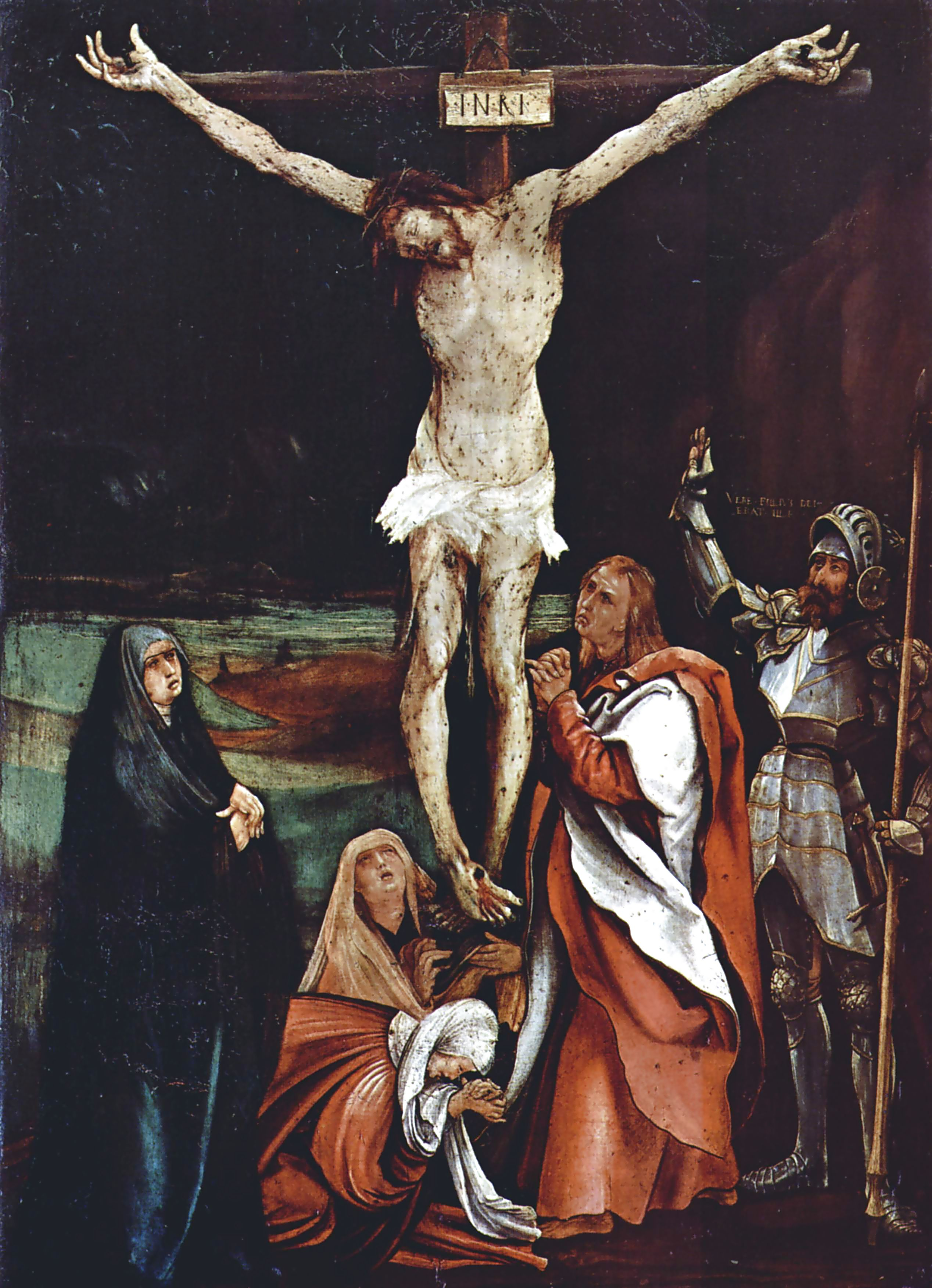
Матиас Грюневальд, Распятие (1508)
Ханс Бальдунг, Девушка и смерть (1517)
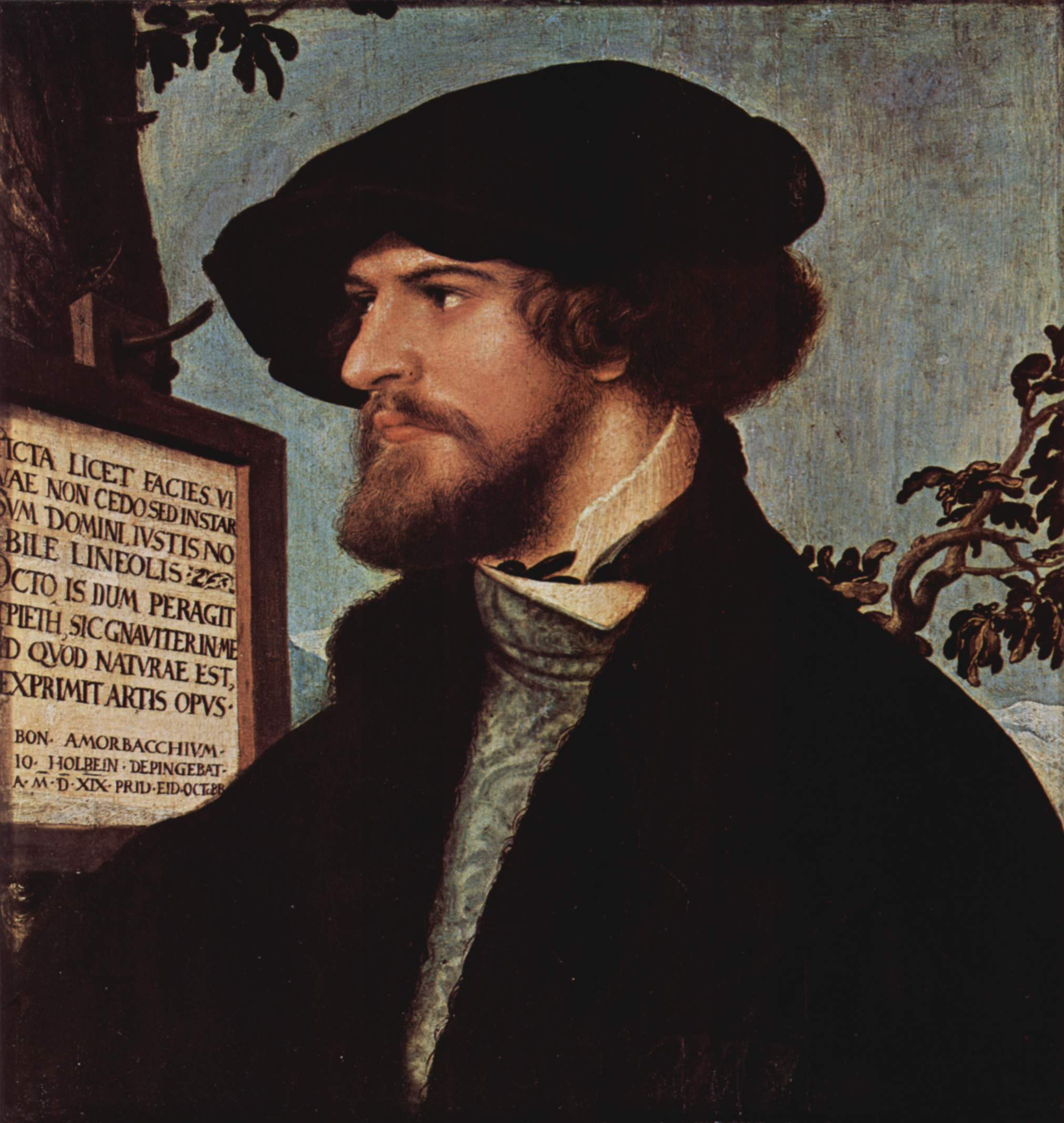
Ганс Гольбейн-младший, Портрет Бонифация Амербаха (1519)
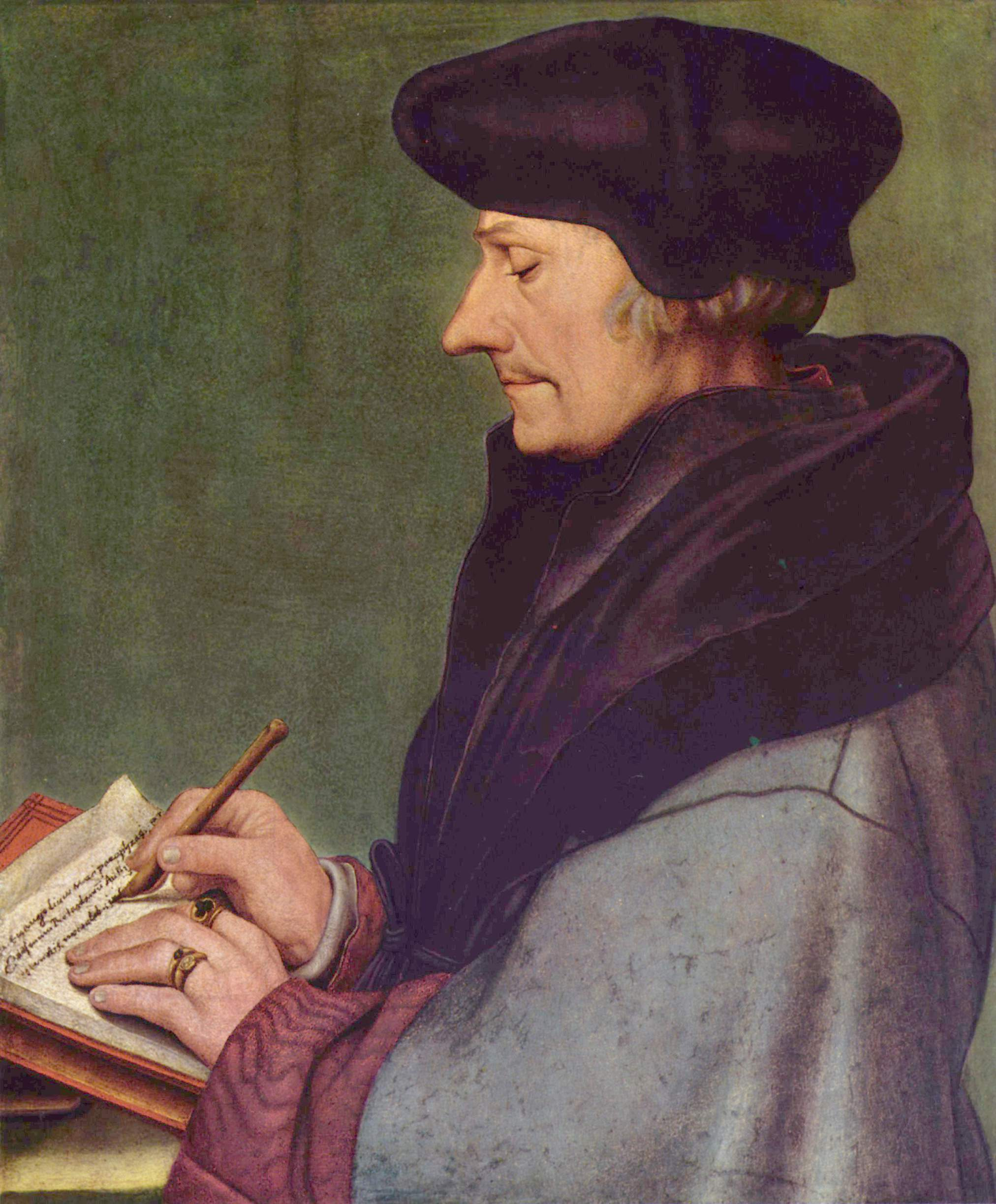
Ганс Гольбейн-младший, Портрет Эразма Роттердамского (1523)
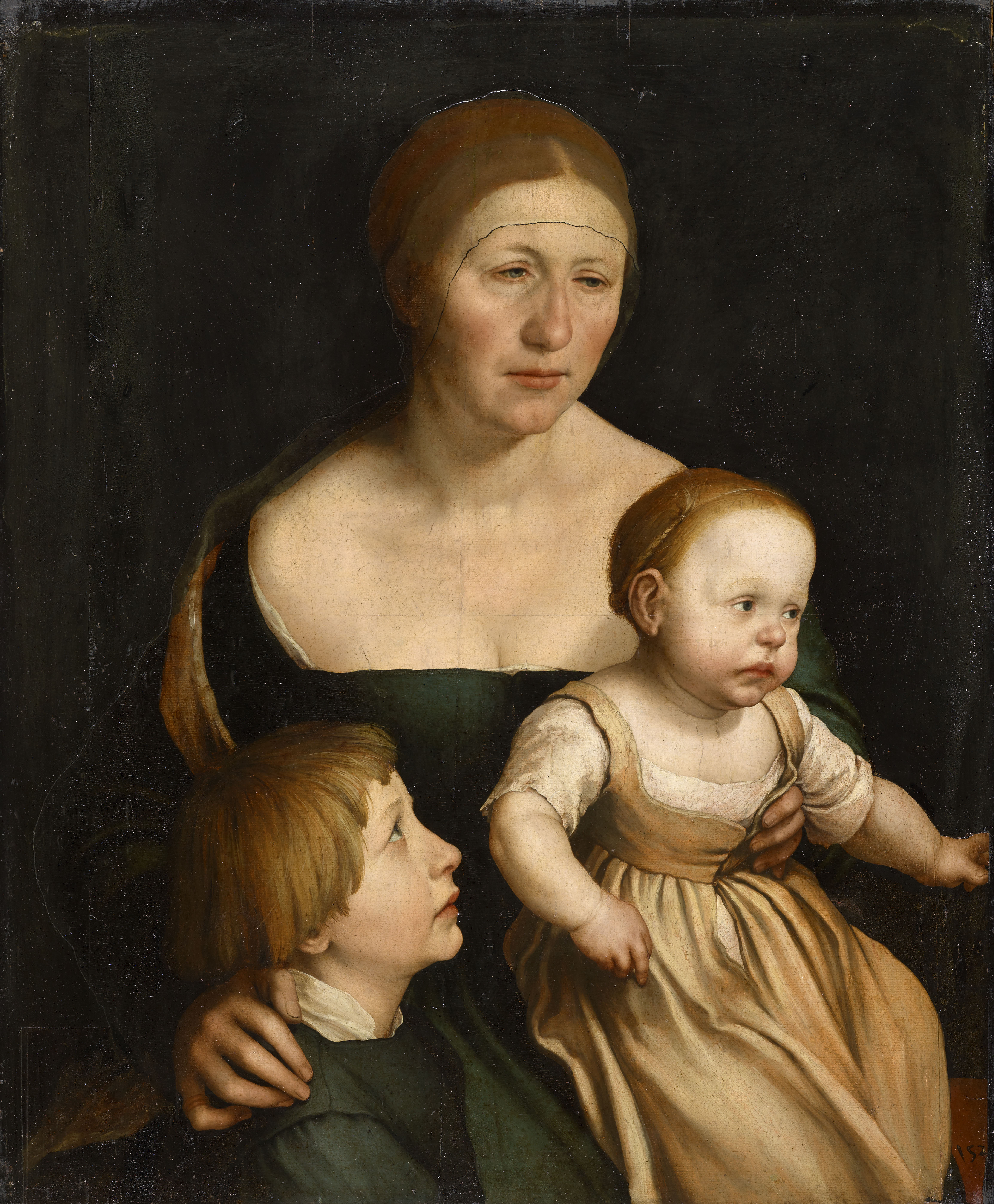
Ганс Гольбейн-младший, Жена и дети художника (1528)
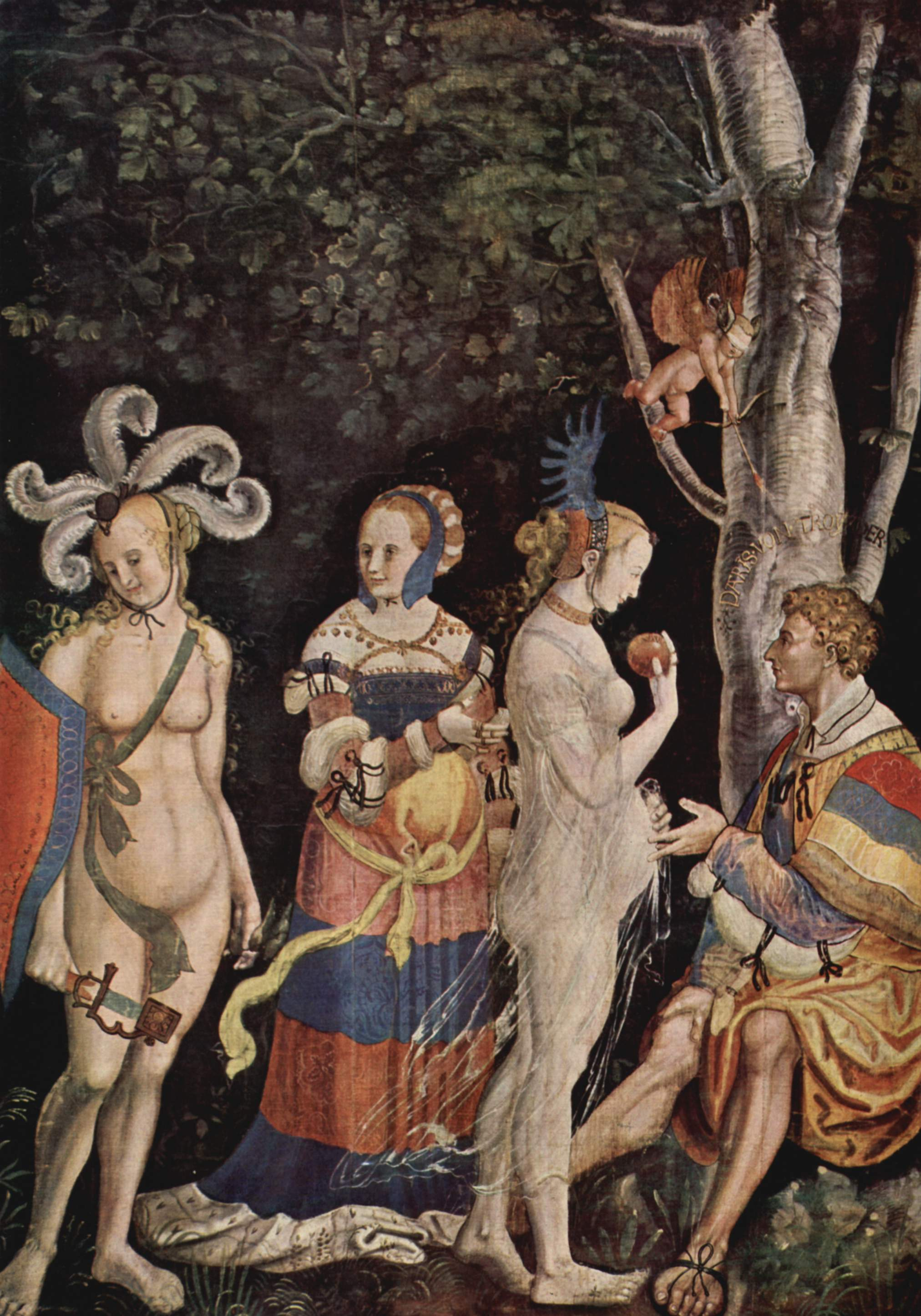
Никлаус Мануэль, Суд Париса (ок. 1520)
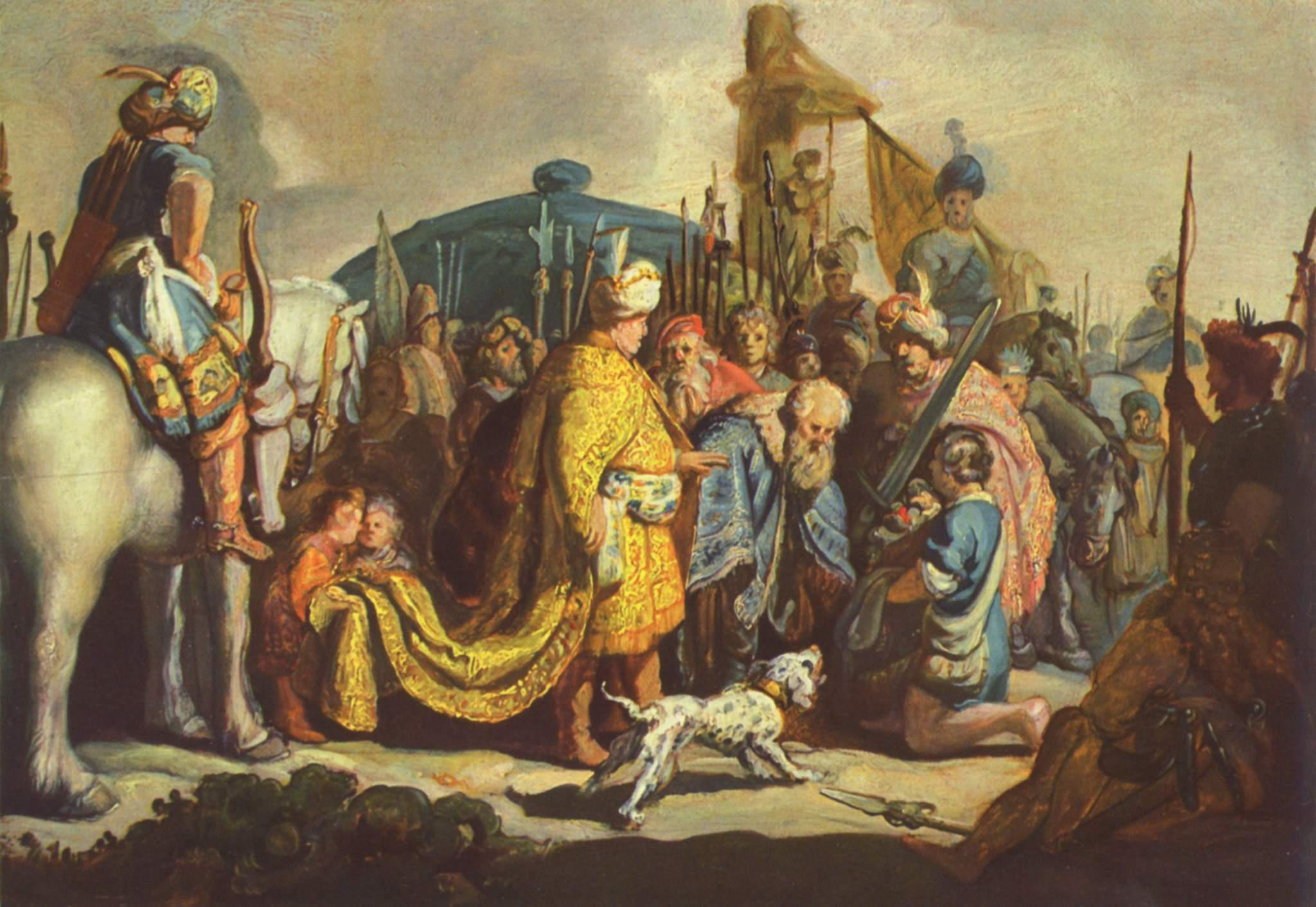
Рембрандт, Давид с головой Голиафа перед Саулом (1627)
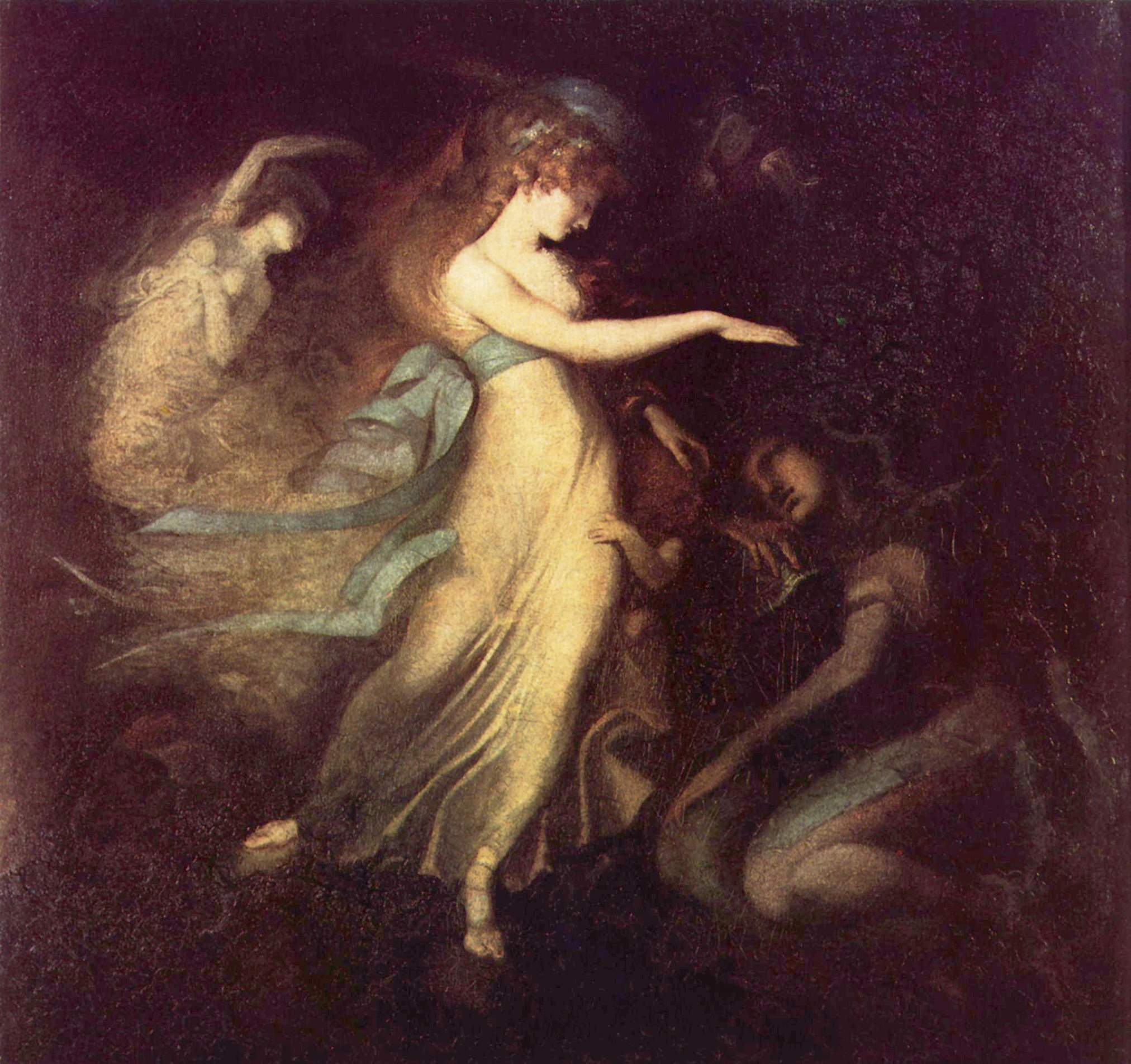
Иоганн Генрих Фюсли, Король Артур и королева фей (ок. 1788)
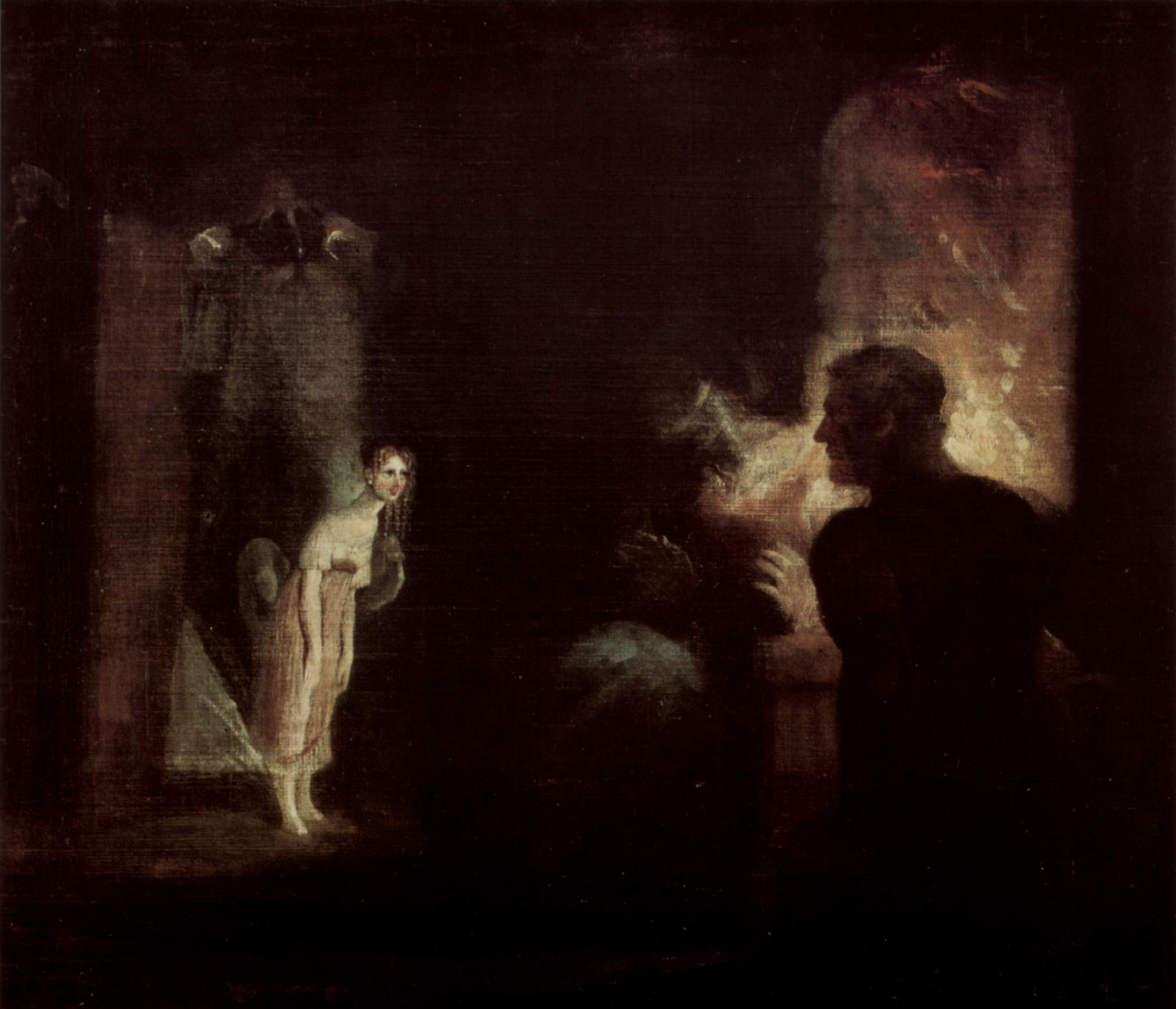
Иоганн Генрих Фюсли, Пришествие Ундины в хижину рыбака (1821)
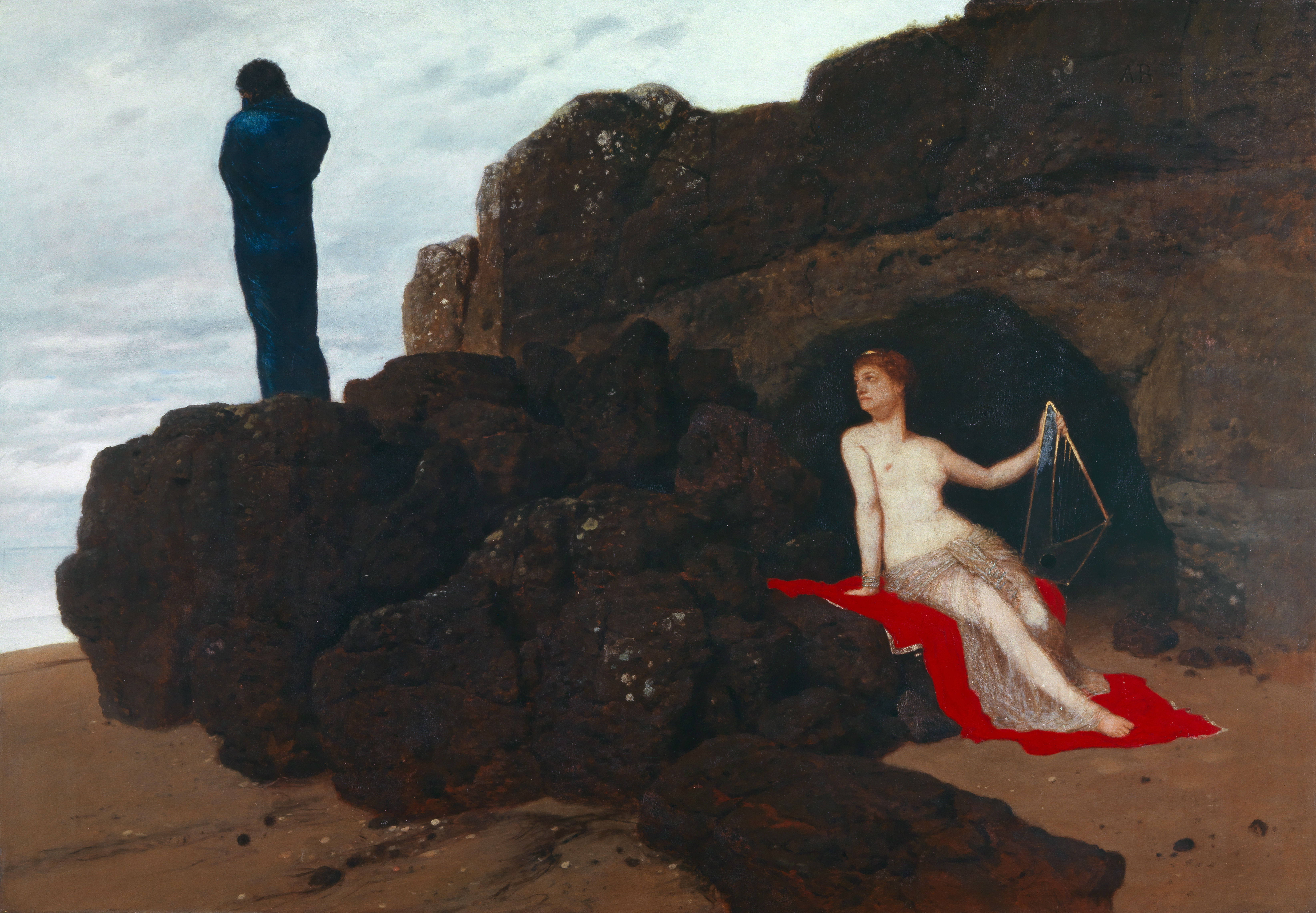
Арнольд Бёклин, Одиссей и Калипсо (1883)
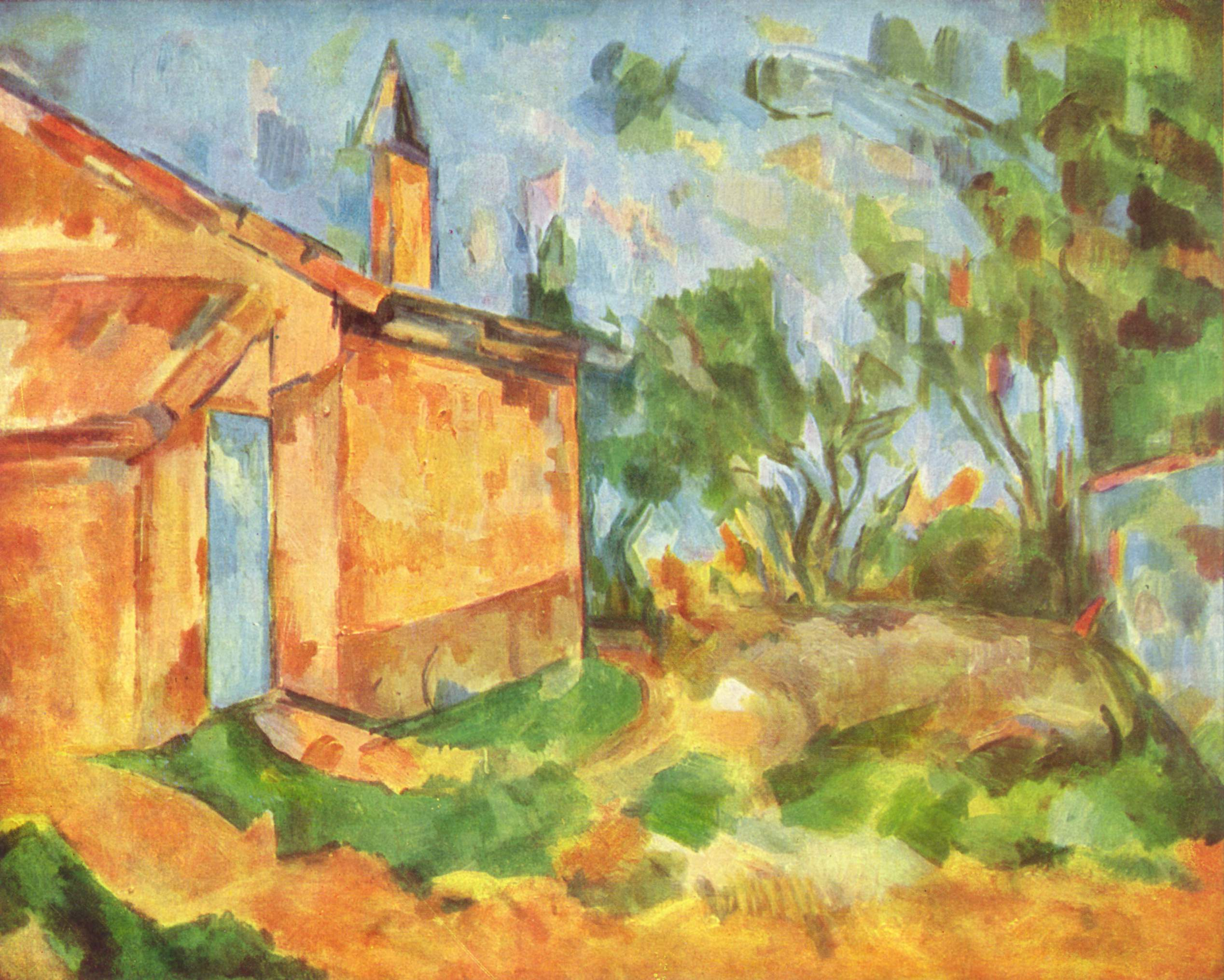
Поль Сезанн (1906)
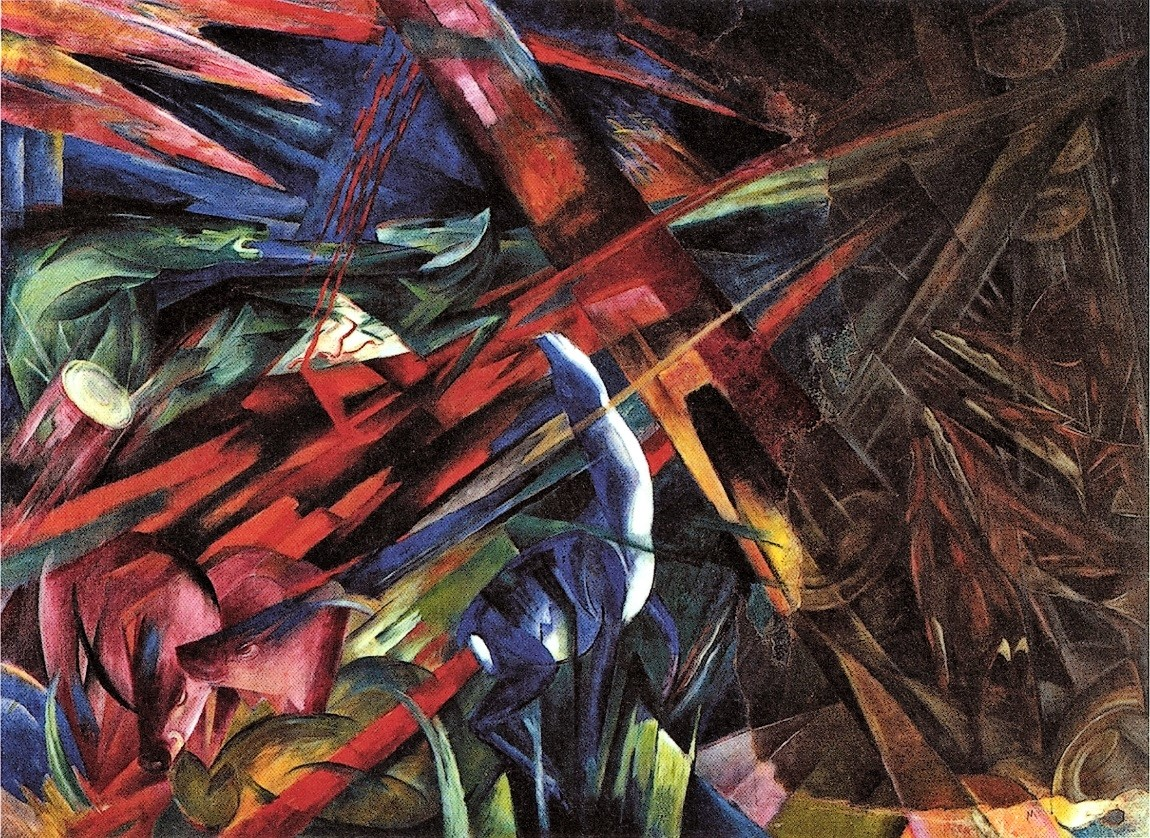
Франц Марк, Судьба животных (1913)